# Marc François (théâtre)
Pour les articles homonymes, voir François et Marc François.
Marc François, né le 28 avril 1960 à Arras et mort suicidé le 11 septembre 2006 à Dieppe est un acteur et metteur en scène français.

## Biographie
Diplômé de l'ENSATT et du Conservatoire national supérieur d'art dramatique de Paris, il a été formé par Denise Bonal, Gérard Desarthe, Pierre Vial et Claude Régy dont il a été influencé par son univers. Il a joué plusieurs fois pour Claude Régy.
Acteur de théâtre au jeu très personnel, Marc François avait une vision précise de l'état que l'acteur doit rechercher pour créer : « Un état de deuil. Une immense sensualité. Comme un vieillard à l'agonie, se repassant tous ses souvenirs. Je ne me figure pas de meilleure préparation à l'action. Cela supprime le trac au profit d'une peur plus lumineuse. »
Ses spectacles rencontrent souvent le succès et l'estime de la profession, parfois aussi l'échec critique. Après son suicide à Dieppe, en septembre 2006, le ministre de la Culture de l'époque déclare : « Sa disparition, à 46 ans, laisse un vide au sein de toute une génération d'hommes et de femmes engagés dans une aventure théâtrale semée de joies intenses, mais aussi de difficultés qui, parfois, peuvent sembler insurmontables »

## Théâtre

### Comédien
- 1988 : Les amis font le philosophe de Jacob Lenz, mise en scène Bernard Sobel, Festival d'Avignon
- 1988 : Rencontres avec Bram van Velde de Charles Juliet, mise en scène  Jeanne Champagne, Théâtre Théâtre de la Bastille
- 1991 : Chutes de Gregory Motton, mise en scène Claude Régy.

### Mises en scène
- Les Mutilés de Hermann Ungar.
- Esclaves de l'amour d'après Knut Hamsun.
- Macbeth de Shakespeare.
- 1994 : Les Aveugles de Maurice Maeterlinck.

## Filmographie

### Cinéma
- Paysage avant l'été de Patrice Boiteau
- La Fidélité d'Andrzej Zulawski